# Linda Wong
 (avril 2019).
Si vous disposez d'ouvrages ou d'articles de référence ou si vous connaissez des sites web de qualité traitant du thème abordé ici, merci de compléter l'article en donnant les références utiles à sa vérifiabilité et en les liant à la section « Notes et références ».
Pour les articles homonymes, voir Wong.
Linda Wong, née le 13 septembre 1951 et décédée le 17 décembre 1987, est une actrice pornographique américaine d'origine japonaise et chinoise.

## Biographie
En 1969, elle étudie à l'école John F. Kennedy High School en Richmond, Californie et fut secrétaire au cabinet d'avocat Melvin Belli.
Linda Wong débuta dans le X en 1976 dans Oriental Babysitter puis Jade Pussycat avec Georgina Spelvin et John C. Holmes.
Elle est décédée en 1987 d'une overdose accidentelle de médicaments et d'alcool.

## Récompenses
- 1998 : XRCO Hall of Fame

## Filmographie sélective
- Oriental Babysitter (1976)
- China Lust (1976)
- China DeSade (1977)
- Babyface (1977)
- Stormy (1980)
- Swedish Erotica 10 (1981)
- The Erotic World Of Linda Wong (1985)